# Rhabdodon priscus
Il rabdodonte (Rhabdodon priscus) era un dinosauro erbivoro appartenente agli ornitopodi, vissuto nel Cretaceo superiore (Maastrichtiano, circa 70 milioni di anni fa). I suoi resti fossili sono stati ritrovati in Francia e Spagna.

## Un "tardo" iguanodonte primitivo
Questo dinosauro, lungo circa 4,5 metri, era uno degli ultimi rappresentanti di quel gruppo di animali noti come iguanodonti, che milioni di anni prima (nel Cretaceo inferiore) erano gli erbivori dominanti negli scenari di molti continenti. Le ossa di Rhabdodon sono state infatti rinvenute in strati del Maastrichtiano, ovvero l'ultimo piano del Cretaceo superiore, al termine dell'era dei dinosauri. Nonostante la sua apparizione così tardiva, il rabdodonte era decisamente primitivo. Di corporatura robusta, non molto agile, questo erbivoro era dotato di un cranio squadrato e compatto, con denti grandi e arrotondati per masticare il fogliame. L'andatura dell'animale era, con tutta probabilità, semibipede come la maggior parte degli altri iguanodonti. Le sue caratteristiche primitive e la sua (relativamente) piccola taglia, un tempo, lo avevano avvicinato al gruppo degli ipsilofodontidi, dei quali era ritenuto essere una forma eccezionalmente robusta. Successivi studi hanno poi dimostrato che il rabdodonte faceva parte di un gruppo di iguanodonti dall'aspetto poco evoluto, che ebbero successo nell'Europa di fine Cretaceo, allora costituita da isole. 

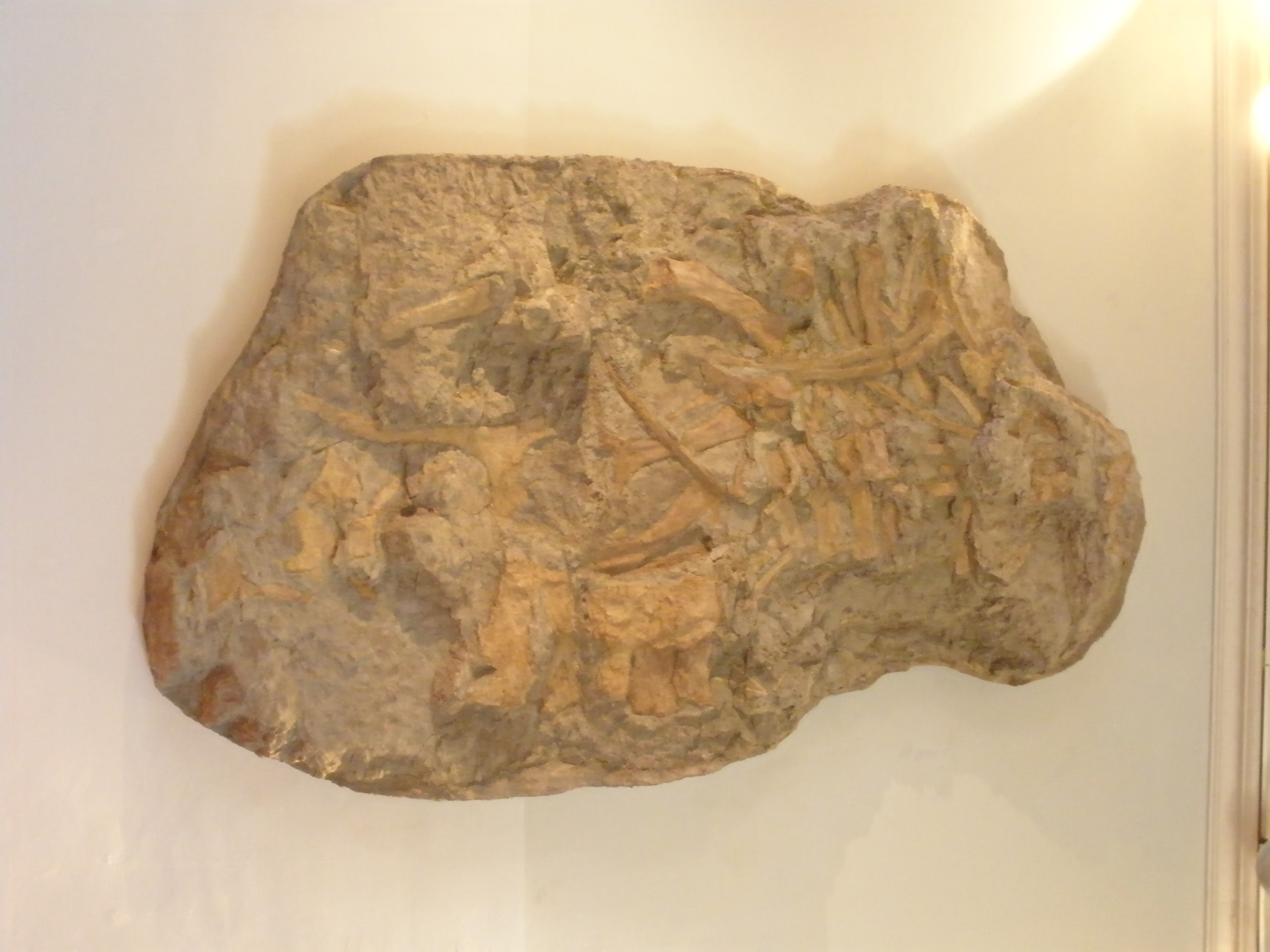
Scheletro parziale di Rhabdodon priscum conservato al museo Dinosauria di Espéraza

## Resti sparsi, molte "specie"
I resti di questo animale sono noti da molto tempo (è stato descritto nel 1869) ma, dal momento che sono sparsi e incompleti e, per di più, sono stati ritrovati in molte regioni d'Europa, hanno portato i paleontologi di un tempo a classificarli sotto nomi diversi. E così, ecco spuntare Iguanodon suessi, Oligosaurus adelus, Ornithomerus gracilis, Mochlodon robustus, M. priscus, M. suessi, M. inkeyi, Onychosaurus hungaricus e Camptosaurus inkeyi. Oligosaurus, addirittura, è stato più volte considerato un enigma non ascrivibile né ai dinosauri ornitischi né a quelli saurischi. Nel 1991 era stata descritta la specie R. septimanicus, sulla base di una mascella isolata, ma successivamente questa specie è stata ritenuta una variante individuale di R. priscum. Recentemente, sulla base di R. robustus è stato istituito il genere Zalmoxes, mentre l'austriaco Mochlodon suessi è ora considerato una forma a sé stante.